# 喙管巢蛛
喙管巢蛛（学名：Clubiona rostrata）为管巢蛛科管巢蛛属的动物。分布于日本、朝鲜、俄罗斯以及中国大陆的浙江等地，多栖息于灌木落叶层。该物种的模式产地在朝鲜。